# Thomas Howarth (cầu thủ bóng đá)
Thomas Grimshaw Howarth là một cầu thủ bóng đá người Anh thi đấu ở vị trí tiền vệ cho Burnley đầu thập niên 1900.

## Thống kê sự nghiệp
| Câu lạc bộ          | Mùa giải            | Giải quốc nội                  | Giải quốc nội | Giải quốc nội | Cúp FA  | Cúp FA    | Tổng    | Tổng      |
| Câu lạc bộ          | Mùa giải            | Hạng đấu                       | Số trận       | Bàn thắng     | Số trận | Bàn thắng | Số trận | Bàn thắng |
| ------------------- | ------------------- | ------------------------------ | ------------- | ------------- | ------- | --------- | ------- | --------- |
| Brentford           | 1903-04             | Southern League First Division | 1             | 0             | —       | —         | 1       | 0         |
| Brentford           | 1904-05             | Southern League First Division | 27            | 0             | 3       | 0         | 30      | 0         |
| Brentford           | 1905-06             | Southern League First Division | 5             | 0             | 0       | 0         | 5       | 0         |
| Tổng cộng sự nghiệp | Tổng cộng sự nghiệp | Tổng cộng sự nghiệp            | 33            | 0             | 3       | 0         | 36      | 0         |